# Mettembert
Mettembert (ancien nom allemand : Mettemberg) est une commune suisse du canton du Jura.

## Histoire
Mettembert était une courtine de l'abbaye de Petit-Lucelle, puis du chapitre des augustins de Bâle avant d'être reprise par l'évêque de Bâle en 1287 et de faire partie de sa seigneurie de Delémont. Mettembert sera rattaché aux départements français du Mont-Terrible puis du Haut-Rhin entre 1793 et 1813. La commune passa ensuite au canton de Berne en 1815. En 1853, la commune devint "Commune mixte". Depuis 1979, Mettembert fait partie du district de Delémont, dans la canton du Jura .
En 1984, les citoyens décidèrent de franciser le nom de la commune. Mettemberg devient alors Mettembert.

## Transports
Un bus circule toutes les heures en direction de Soyhières et de Pleigne ce qui met Mettembert à une dizaine de minutes de Delémont avec un changement de bus à Soyhières. L'A16 (Bienne-Boncourt) est accessible par la sortie de Delémont-Est. En train, à partir de Delémont, on peut facilement grâce aux trains ICN et régionaux rejoindre Bâle, Bienne et Porrentruy.